# Aulo Postumio Albino Lusco
Aulo Postumio Albino Lusco (in latino Aulus Postumius Albinus Luscus; fl. II secolo a.C.) è stato un politico e generale romano.

## Biografia
Tito Livio lo chiama Lusco in più punti della sua opera, il che ha fatto pensare che fosse cieco di un occhio. Aulo Postumio Albino fu edile curule nel 187 a.C., pretore nel 185 a.C. e console nel 180 a.C.; durante il suo consolato condusse la guerra contro i Liguri.
Nel 174 a.C. fu censore con Quinto Fulvio Flacco.